# Anschlag auf das Marriott Hotel in Jakarta
Der Anschlag auf das Marriott Hotel ereignete sich am 5. August 2003 in der indonesischen Hauptstadt Jakarta, nur ein paar Tage vor der erwarteten Urteilsverkündung gegen Amrozi bin Nurhasyim, einen der Hauptbeschuldigten des Attentats von Bali im Jahr 2002. Die Explosion kostete insgesamt zwölf Menschen das Leben einschließlich des Fahrers des Wagens.
Erst drei Wochen zuvor war das Parlament in Jakarta Ziel eines Anschlages gewesen.

## Hintergrund und Hergang der Tat
Der schwerste Terroranschlag in der indonesischen Geschichte auf der Ferieninsel Bali im Herbst 2002 erschütterte das Land in einer bisher noch nicht da gewesenen Dimension. Im Laufe der Ermittlungen verhaftete die Polizei mehrere Hauptverdächtige. Ab April 2003 musste sich Amrozi vor einem Richter in der Inselhauptstadt Denpasar verantworten, der geistige Anführer Abu Bakar Bashir in Jakarta.
Am Dienstagnachmittag, dem 5. August, erschütterte eine gewaltige Detonation das amerikanische JW-Marriott-Hotel im Zentrum der Hauptstadt Jakarta. Die Angaben über die Opfer waren anfänglich unklar. Die in einem Kleintransporter versteckte Autobombe tötete schließlich zwölf Menschen und verletzte 149, darunter zwei US-Amerikaner, zwei Staatsangehörige aus Singapur und einen Neuseeländer.
Das Hotel war ein beliebter Treffpunkt ausländischer Diplomaten und Geschäftsleute. Eines der Opfer war niederländischer Staatsangehöriger und Manager einer Tochtergesellschaft der Rabobank. Die Explosion zerstörte die Lobby des Hotels und umliegende Gebäude, wie das benachbarte Sailendra-Restaurant zum Teil schwer. Mehrere Fahrzeuge fingen Feuer. Für den Anschlag, der weltweit Empörung hervorrief, wurde die radikal-islamische Organisation Jemaah Islamiyah verantwortlich gemacht. Die Zeitung The Straits Times aus Singapur zitierte ein Mitglied der Jemaah Islamiyah: „Das Attentat ist eine Warnung an die Regierung“ und „Es darf kein islamischer Bruder hingerichtet werden“.
Die Achinesische Befreiungsbewegung, die zuerst auch zu dem Kreis der Verdächtigen gezählt wurde, bestritt jede Beteiligung an der Tat.

## Ermittlungen und Festnahmen
Schon vor dem Anschlag verhaftete die Polizei mehrere Männer, die nach der Explosion ihre Beteiligung gestanden, drei weitere wurden danach festgenommen. Es lägen ausreichend Beweise gegen sie vor, bestätigten indonesische Offizielle. Einer wurde beschuldigt, den Fahrer des Vans, Asmar Latin Sani, der sich mit dem Wagen in die Luft gesprengt hatte, angeheuert zu haben. Körperteile des Selbstmordattentäters wurden später zwischen den Trümmern gefunden.
Die thailändischen Behörden verhafteten drei Wochen später mit Hilfe des FBI einen der Drahtzieher in Ayutthaya, den Indonesier Riduan Bin Isamabudian (auch „Hambali“), der auch in Zusammenhang mit dem Anschlag von Bali gebracht wurde, zusammen mit seiner Frau. Mit 45.000 US-Dollar soll er die Tat finanziert haben. Er soll der Verbindungsmann zu Osama bin Ladens Organisation Al-Qaida in der Region gewesen sein und hatte wahrscheinlich einen weiteren Anschlag auf den Asian-Pazifik-Gipfel geplant, der sich im Oktober in Bangkok ereignete.
Die Polizei verdächtigte auch zwei malaysische Staatsangehörige, an dem Bombenanschlag beteiligt gewesen zu sein. Azahari Husin, ein Experte für Elektronik, und Noordin Mohammed gelten als verdächtigt, die Autobombe und den Hauptsprengsatz, der vor dem „Safi Club“ auf Bali die meisten Menschen tötete, konstruiert und gebaut zu haben.
Am 29. Oktober verhafteten die Ermittlungsbehörden in Cirebon im Nordosten der Insel Java den 29-jährigen Tohir und den 26 Jahre alten Ismail. Beide gestanden ihre Mittäterschaft, zeigten Reue und entschuldigten sich bei den Angehörigen der Opfer. Sie gaben an, mit den malaysischen Hauptverdächtigen zusammengearbeitet zu haben.
Nur fünf Wochen nach dem Attentat eröffnete das Marriott-Hotel seine Türen für neue Gäste. Im August 2004 verurteilte ein Gericht einige Angehörige zu mehrjährigen Haftstrafen.
Der wichtigste Bombenbauer der Jemaah Islamiyah, der malaysische Staatsangehörige Azahari bin Husin, starb im November 2005. Er war mit großer Wahrscheinlichkeit derjenige, der den Sprengsatz gebaut hatte, der vor dem Marriott-Hotel in Jakarta explodiert war.

## Weitere Anschläge in Indonesien
- Attentat von Bali 2002
- Terroranschlag auf die australische Botschaft in Jakarta
- Anschlag von Bali 2005
- Anschläge in Jakarta am 14. Januar 2016